# 3C 236
 3C 236  هي مجرة راديوية تقع في كوكبة الأسد الأصغر. وهي من بين أكبر المجرات الراديوية المعروفة، ذات بنية راديوية يبلغ حجمها الخطي الإجمالي ما يزيد على 4.5 مليون فرسخ فلكي (15 مليون سنة ضوئية)؛ وهذا يجعلها ثاني أكبر كائن معروف في الكون. المجرة تتميز بتشكل مزدوج يتألف من بقايا مصدر راديوي عملاق 4.5 مليون فرسخ فلكي ومصدر راديو داخلي 2000 فرسخ فلكي طيفي مضغوط وهائل يقدم أدلة على وجود نواة مجرية نشطة. وقد يكون تفجر نجمي حديث بالقرب من النواة لة صلة بالحدث الذي أدى إلى إعادة اشتعال النشاط الراديوي.

## وصلات خارجية
- 3C 236 على موقع ويكي سكاي: DSS2, SDSS, GALEX, IRAS, Hydrogen α, X-Ray, Astrophoto, Sky Map, Articles and images
- Retrieve mean data from LEDA -- PGC 029329